# Nordlig dvärgtyrann
Nordlig dvärgtyrann (Camptostoma imberbe) är en fågel i familjen tyranner inom ordningen tättingar.

## Utseende och läten
Nordlig dvärgtyrann är som namnet avslöjar en mycket liten fågel, endast 9,5–10,5 cm lång. Näbben är kort och trubbig och på huvudet har den en liten buskig tofs. Fjäderdräkten är genomgående ljusgrå med två otydliga vingband och ett kort litet ögonbrynsstreck. I rörelsemönstret påminner den mer om en sångare än en tyrann. Sången består av en fallande serie med klara och pipiga visslingar, "PEEE dee dee", medan lätet är ett klart "peeehk".

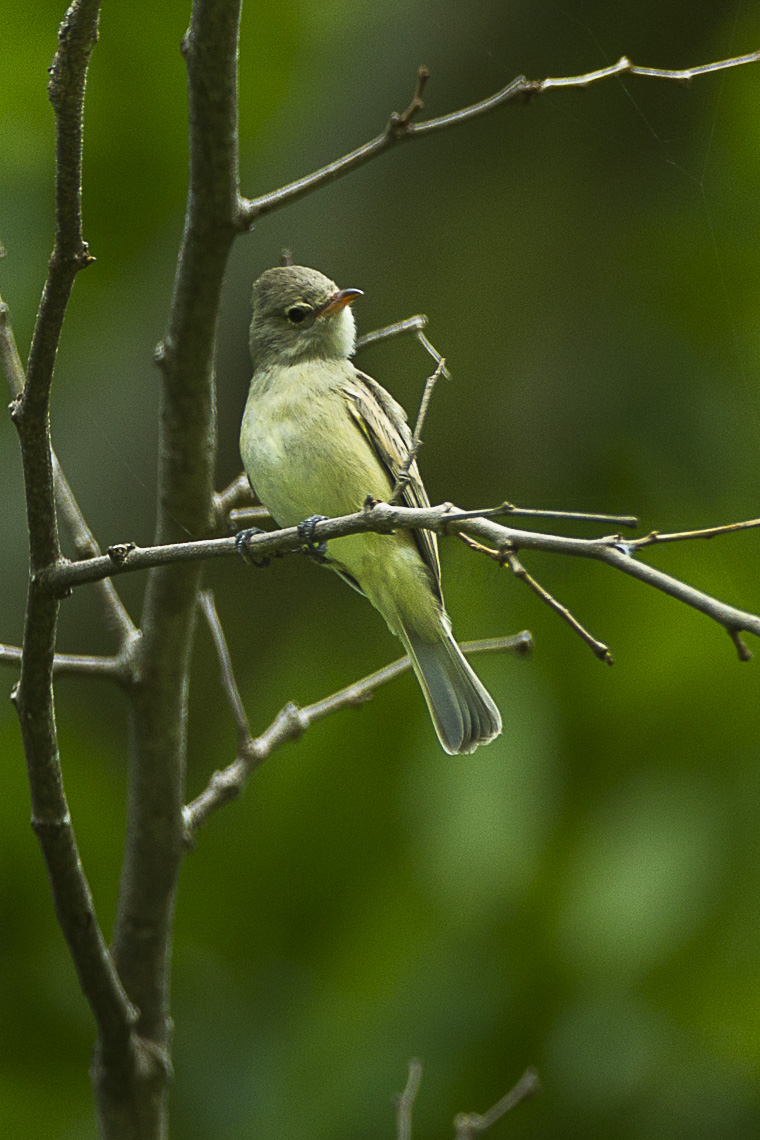

## Utbredning och systematik
Fågeln förekommer i sydligaste USA från sydöstra Arizona till södra Texas och söderut till västra Mexiko, norra Costa Rica och Cozumelön. Den behandlas som monotypisk, det vill säga att den inte delas in i några underarter.

## Levnadssätt
Nordlig dvärgtyrann hittas i en mängd olika halvöppna miljöer som flodnära vegetation, buskmarker och buskrik savann. Födan består av leddjur, men vid tillgång även bär och frukt. Olikt andra tyranner i sitt utbredningsområde, som beter sig som flugsnappare, rör sig nordliga dvärgtyrannen mer som en sångare och plockar insekter från bladverket. Fågeln häckar mellan mars och augusti i södra USA och mars–juni i Centralamerika. Den lägger ofta två kullar. Boet är sfäriskt och voluminöst, med en sidoingång.

## Status och hot
Arten har ett stort utbredningsområde och tros öka i antal. Utifrån dessa kriterier kategoriserar internationella naturvårdsunionen IUCN arten som livskraftig (LC). Världspopulationen uppskattas till två miljoner individer.